# Большая (верхний приток Енисея)
Большая — река в России, протекает по территории Туруханского района Красноярского края. Правый приток Енисея. Длина реки составляет 72 км, площадь водосборного бассейна — 470 км².
Река Большая берёт начало на склоне холма высотой 251 м. Течёт в западном направлении по болотистой местности. Русло извилистое. Крупнейший правый приток — река Тукалангна. Река Большая впадает в Енисей справа на расстоянии 1207 км от устья. Высота устья — 13 м над уровнем моря.
По данным государственного водного реестра России относится к Енисейскому бассейновому округу. Код водного объекта 17010600112116100059549.